# 524

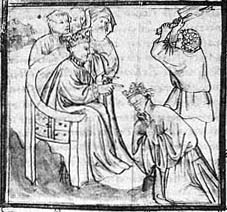
Chlodomer kijkt toe bij de executie van Sigismund (524)

Het jaar 524 is het 24e jaar in de 6e eeuw volgens de christelijke jaartelling.

## Gebeurtenissen

### Europa
- 1 mei - Koning Chlodomer laat Sigismund en zijn familie in Orléans executeren. De Franken vallen Bourgondië binnen en veroveren de stad Augustodunum (huidige Autun).
- 25 juni - Slag bij Vézeronce: De Franken onder bevel van koning Theuderik I worden in de Isère door een coalitie van Bourgondiërs en Ostrogoten verslagen. Tijdens de gevechten sneuvelt Chlodomer, zijn rijk (Orléans) wordt onder zijn broers verdeeld. Gundomar II wordt koning van het opnieuw onafhankelijke Bourgondië.
- Koningin Guntheuca, weduwe van Chlodomer, wordt gedwongen te trouwen met Chlotarius I. Haar drie zonen worden ter dood veroordeeld, de oudste Chlodoald, weet te ontsnappen en treedt in het klooster.

### Perzië
- Koning Kavad I geeft zijn zoon Khusro opdracht het mazdakisme met harde hand uit te roeien. Kaukasisch Iberië, een vazalstaat van het Perzische Rijk, loopt over naar de Byzantijnen. (waarschijnlijke datum)

### China
- In de Noordelijke Wei-dynastie breekt een burgeroorlog uit. De Toba-clan raakt vervreemd van de Chinese cultuur en komt in opstand in het noordelijk grensgebied ("Opstand van de Zes Garnizoenen").

## Overleden
- Chlodomer (29), koning van de Franken
- Euphemia, echtgenote van keizer Justinus
- Sigismund, koning van de Bourgondiërs